# Серчевский, Евграф Николаевич
Евгра́ф Никола́евич Серче́вский (1814—188?) — российский педагог, учитель русского языка.

## Биография
В 1852—1854 годы заведовал Разборным архивом Департамента герольдии Правительствующего сената.

## Творчество
В 1853 году напечатал «Записки о роде князей Голицыных…». Ему принадлежат также сочинения об А. С. Грибоедове и переводы А. Дюма, В. Жоли и С. Пеллико. Известен также его перевод драмы М. Карре и Ж. Барбье «Семейная драма» («Пантеон», 1852).
В 1858 году перевёл на русский язык «Реляцию происшествий, предварявших и сопровождавших убиение членов последнего российского посольства в Персии» и опубликовал её в своём труде; этим переводом в течение многих лет пользовались русские исследователи жизни и деятельности А. С. Грибоедова.

### Избранные труды
- А. С. Грибоедов и его сочинения : С прил. 1. Портр. авт. 2. Изображения памятника над его могилою. 3. Автогр. и герба Грибоедовых. 5. Сцен из комедии Горе от ума: а) бал, в) разъезд и с) явление Репетилова. 6. Статей о комедии Горе от ума из журналов (1825—1857) / Изд. Евграфа Серчевского. — СПб: тип. Глав. штаба е. и. вел. по воен.-учеб. заведениям, 1858. — 508 с.
- Серчевский Е. Н. Записки о роде князей Голицыных, происхождение сего дома, развитие поколений и отраслей его до 1853 года, биографии и некрологи мужей сей фамилии, прославивших себя на службе престолу и отечеству, родовые таблицы, древний и новый гербы сего дома, собранные и изданные Евг. Серчевским. — СПб.: тип. Акад. наук, 1853. — 10+308 с.
- Серчевский Е. Н. Краткий очерк политической и литературной жизни А. С. Грибоедова : С прил. его поэтич. соч., доныне рассеян. в журн. — СПб.: тип. Штаба воен.-учеб. заведений, 1854. — 63 с.
- Серчевский Е. Н.[4] Новейший французский самоучитель, или легчайший способ выучиться этому языку без помощи учителя с указанием правильного выговора слов, составленный по новейшим методам аббата Сенара, Ломонда, Лателье, Ноэля, Шапсаля и др. Ев. Се…им : В 3 ч. — 2-е изд., вновь испр. и доп. — СПб: тип. Губ. правл., 1845. — 158 с.
- Серчевский Е. Н. Обозрение Оттоманской империи, Молдавии, Валахии и Сербии. — СПб.: тип. Штаба Отд. корпуса вн. стражи, 1854. — 8+222 с.

переводы
- Дюма А. Кавалер де Мезон Руж : Роман / Пер. Евграф Серчевский. Ч. 1-5. — [СПб.] : А. Смирдин, 1855. — 5 т. — (Библиотека для дач, пароходов и железных дорог : Собрание романов, повестей и рассказов, новых и старых, оригинальных и переводных ; 18-22)
- Жоли В. Ложь и правда о войне на Востоке = Mensonges et réalités de la guerre l’Orient / Пер. с фр. Е. Серчевский. — СПб. : тип. Я. Ионсона, 1855. — 4+244 с.
- Пеллико С. Об обязанностях человека =Discorso dei doveri degli uomini : Наставление юноше / С итал. [Е. Серчевского]. — СПб. : тип. Н. Греча, 1836. — 2+6+4+163 с.
  - / Пер. с итал. и изд. Ев. Серчевский. — М. : тип. Н. Греча, 1845. — 10+200+3 с.
  - / С итал. [Е. Серчевского]. — 3-е изд. — СПб. : тип. А. Фридрихсона, 1857. — 216 с.
  - / С итал. [Е. Серчевского]. — 4-е изд. — СПб.: М. М. Курицын, 1903. — 2+6+4+163 с.
  - / С итал. [Е. Серчевского]. — 5-е изд. — СПб. : Ф. А. Семенов, 1904. — 2+6+4+163 с.

### Семья
Жена — княжна Екатерина Алексеевна Козловская, правнучка М. С. Козловского.